# Гингешти (Галац)
Гингешти (рум. Ghinghești) насеље је у Румунији у округу Галац у општини Драгушени. Oпштина се налази на надморској висини од 186 m.

## Становништво
Према подацима из 2002. године у насељу је живело 324 становника, од којих су сви румунске националности.